# Euproctis shirakii
Euproctis shirakii är en fjärilsart som beskrevs av Matsumura 1927. Euproctis shirakii ingår i släktet Euproctis och familjen tofsspinnare. Inga underarter finns listade i Catalogue of Life.